# Camponotus subcircularis
Camponotus subcircularis é uma espécie de inseto do gênero Camponotus, pertencente à família Formicidae.